# Albert Schäffle
Albert Eberhard Friedrich Schäffle (Nürtingen, 24 de fevereiro de 1831 – Stuttgart, 25 de dezembro de 1903) foi um economista, político e sociólogo alemão. Foi ministro do comércio da Áustria em 1870.